# Ölradiator

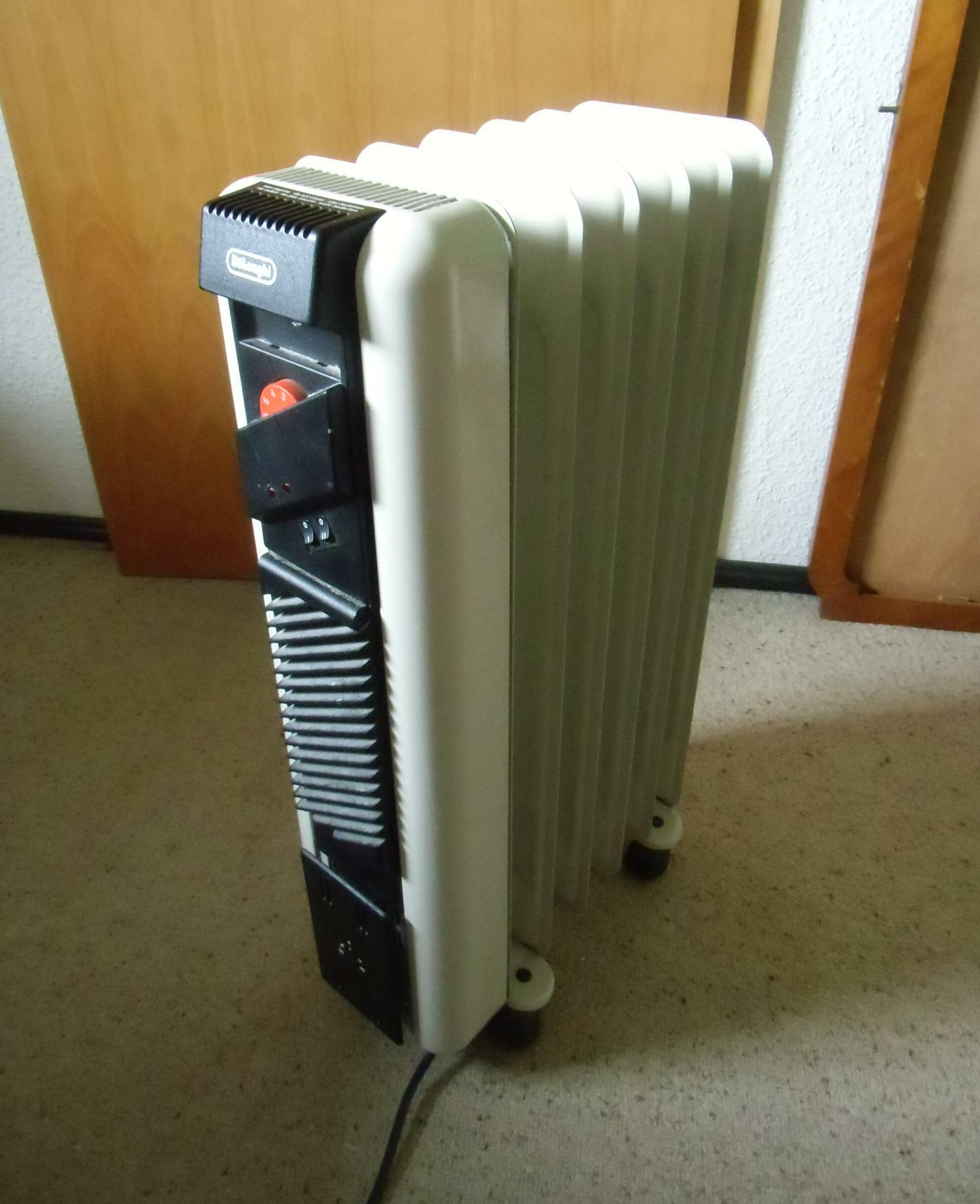
Ölradiator

Ein Ölradiator ist ein mit Thermalöl gefüllter und mit Strom erwärmter Heizkörper für geschlossene Räume, der als Radiator seine Wärme überwiegend durch Wärmestrahlung abgibt. Er kann zusätzlich zu einer fest installierten Heizung (Zentralheizung, Ofenheizung, Kamin) eingesetzt werden oder als alleinige Heizung dienen. Typisches Einsatzgebiet sind Räume, die kurzfristig wärmer als üblich beheizt werden sollen (z. B. Bad), oder Räume die unregelmäßig oder selten genutzt werden und bei denen es sich nicht lohnt, ein festes Heizungssystem zu installieren.

## Grundsätzliches
Ölradiatoren sind elektrische Heizgeräte. Sie sind typischerweise als Rippenheizkörper ausgeführt, die zur Gewährleistung einer hohen Mobilität mit Rädern versehen sind. Außerdem verfügen sie über einen Stromanschluss und verschiedene Regelungselemente (minimal ein Schalter, je nach Komfortstufe Temperaturwähler und Schaltuhr) für verschiedene Funktionen und Einstellmöglichkeiten. Durch die Rippen am Heizungskörper ist die Abstrahlungsoberfläche größer als bei einer flachen Radiatorenkonstruktion, wodurch das Heizen effektiver wird.

## Funktionsweise
Im Inneren eines Ölradiators befindet sich ein Öl (Thermoöl) als Wärmeübertragungsmedium, welches durch elektrischen Strom erhitzt wird und Wärme über die Rippen des Heizungskörpers an die Umgebung abstrahlt.
Durch das Einschalten der Stromversorgung werden Heizelemente im Inneren des Ölradiators erwärmt, die diese Wärme an das Ölbad abgeben. Durch Konvektion erwärmt sich der gesamte Radiator und über die Metalloberfläche wird die Wärme an die Umgebung abgegeben. Ölradiatoren sind im Vergleich zu Heizlüftern eher träge in ihrer Wärmeentwicklung, erlauben aber durch die Wärmespeicherungsfähigkeit des Thermoöls eine kontinuierliche Wärmeabgabe an die Umgebung.
Öl wird anstelle von Wasser als Übertragungsmedium verwendet, weil dieses sich beim Aufheizen weniger stark ausdehnt. Darüber hinaus ist Öl ein guter Isolator, was es erlaubt, die Heizwiderstände direkt in das Ölbad einzutauchen, wodurch die Effektivität des Wärmetauschvorgangs deutlich verbessert wird. Auch wirkt Öl im Gegensatz zu Wasser weniger oder gar nicht korrosiv, was die Lebensdauer der Geräte verbessert. Ein weiterer Grund für den Einsatz von Öl ist das im Vergleich zu Wasser geringere spezifische Gewicht.
Komfortable Geräte verfügen über zusätzliche Funktionen und Einstellmöglichkeiten:
- Thermostatfunktion
- Frostwächterfunktion
- Stufen- oder stufenlose Leistungsschalter
- Zeitschaltuhr-/Programmfunktion

Im Gegensatz zu Heizlüftern arbeiten typische Ölradiatoren geräuscharm, da sie kein Gebläse haben – lediglich das sich erwärmende Öl gibt in der Regel leise Geräusche von sich. Eine Sonderform sind Kombigeräte aus Ölradiator und Heizlüfter, die eine schnellere Wärmeabgabe zu Beginn des Heizvorganges erlauben, was über ein zuschaltbares Gebläse realisiert wird.

## Einsatzgebiet
Ölradiatoren werden in Räumen eingesetzt, die nicht regelmäßig beheizt werden (können) oder in Räumen, in denen keine fest installierte Heizmöglichkeit vorhanden ist. Da die Geräte typisch auf Rollen montiert und meist gewichtssparend konzipiert sind, sind sie mobil, transportabel und vielseitig einsetzbar. Mögliche Einsatzorte sind: Garagen, Keller, Gartenlauben, Dachböden, Wintergärten, Rohbauten, Havarieobjekte. So sind sie bei Defekten eines vorhandenen Heizungssystems einsetzbar oder bei vorübergehenden Kälteeinbrüchen, wenn es sich noch nicht lohnt, eine fest installierte Heizung wieder in Betrieb zu nehmen.
Die Anschaffungskosten von Ölradiatoren sind in der Regel gering, allerdings ist ihr Stromverbrauch im Betrieb hoch bis sehr hoch (typische Anschlussleistung 1000 W bis 2500 W).